# Juan Tuñas
Juan Tuñas (17 luglio 1917 – 4 aprile 2011) è stato un calciatore cubano, di ruolo attaccante.

## Carriera
Partecipò al Mondiale del 1938 con la Nazionale cubana.